# بايك دو-جين
بايك دو-جين هو سياسي كوري جنوبي، ولد في 7 أكتوبر 1908 في Sinchon County ‏ في كوريا الشمالية، وتوفي في 5 سبتمبر 1993. انتخب عضو الجمعية الوطنية الكورية الجنوبية ‏.